# Запознай ме с вашите
„Запознай ме с вашите“ (на английски: Meet the Fockers) е американски комедиен филм от 2004 г. на режисьора Джей Роуч, по сценарий на Джим Херцфийлд и Джон Хамбърг, и е продължение на „Запознай се с нашите“ (2000). Във филма участват Робърт Де Ниро (който също е един от продуцентите на филма), Бен Стилър, Дъстин Хофман, Барбра Страйсънд, Блайт Данър и Тери Поло. Въпреки смесените отзиви, филмът е касов хит, който печели 522 млн. долара в световен мащаб. Последван е от продължение – „Запознай се с малките“ (2012).

## Актьорски състав
| Актьор           | Роля                                                                     |
| ---------------- | ------------------------------------------------------------------------ |
| Робърт Де Ниро   | Джак Бърнс, пенсиониран агент на ЦРУ и ветеран от Виетнамската война     |
| Бен Стилър       | Грег Фокър, мъжка медицинска сестра и гадже на Пам                       |
| Дъстин Хофман    | Бърни Фокър, баща на Грег и съпруг на Роз                                |
| Барбра Страйсънд | Роз Фокър, майка на Грег и съпруга на Бърни                              |
| Блайт Данър      | Дина Бърнс, майка на Пам и съпруга на Джак                               |
| Тери Поло        | Пам Бърнс, учителка на втори клас, гадже на Грег и дъщеря на Джак и Дина |
| Оуен Уилсън      | Кевин Роули, бивш годеник на Пам                                         |

## В България
В България филмът е пуснат по кината на 18 март 2005 г. от Съни Филмс.
На 31 август 2005 г. е издаден на VHS и DVD от Прооптики България.
На 26 декември 2010 г. е излъчен по Нова телевизия с български дублаж, записан в Арс Диджитал Студио. Екипът се състои от:
| Преводач            | Веселина Александрова                                                      |
| Тонрежисьор         | Михаил Михайлов                                                            |
| Режисьор на дублажа | Яна Янева                                                                  |
| Озвучаващи артисти  | Татяна Захова Христина Ибришимова Васил Бинев Илиян Пенев Здравко Методиев |

На 10 юни 2017 г. е излъчен и по каналите на bTV Media Group до 2019 г. с втори български дублаж, записан в студио VMS. Екипът се състои от:
| Озвучаващи артисти  | Ева Демирева Петя Абаджиева Любомир Младенов Явор Караиванов Христо Бонин |
| Преводач            | Гергана Бахчи                                                             |
| Тонрежисьор         | Сибин Златарев                                                            |
| Режисьор на дублажа | Радослав Рачев                                                            |